# Шестое Ковельское сражение
Шестое Ковельское сражение — наступление Особой армии Юго-Западного фронта на ковельском направлении, проводившееся со 2 (15) по 5 (18) октября 1916 года. Продолжение Брусиловского прорыва.

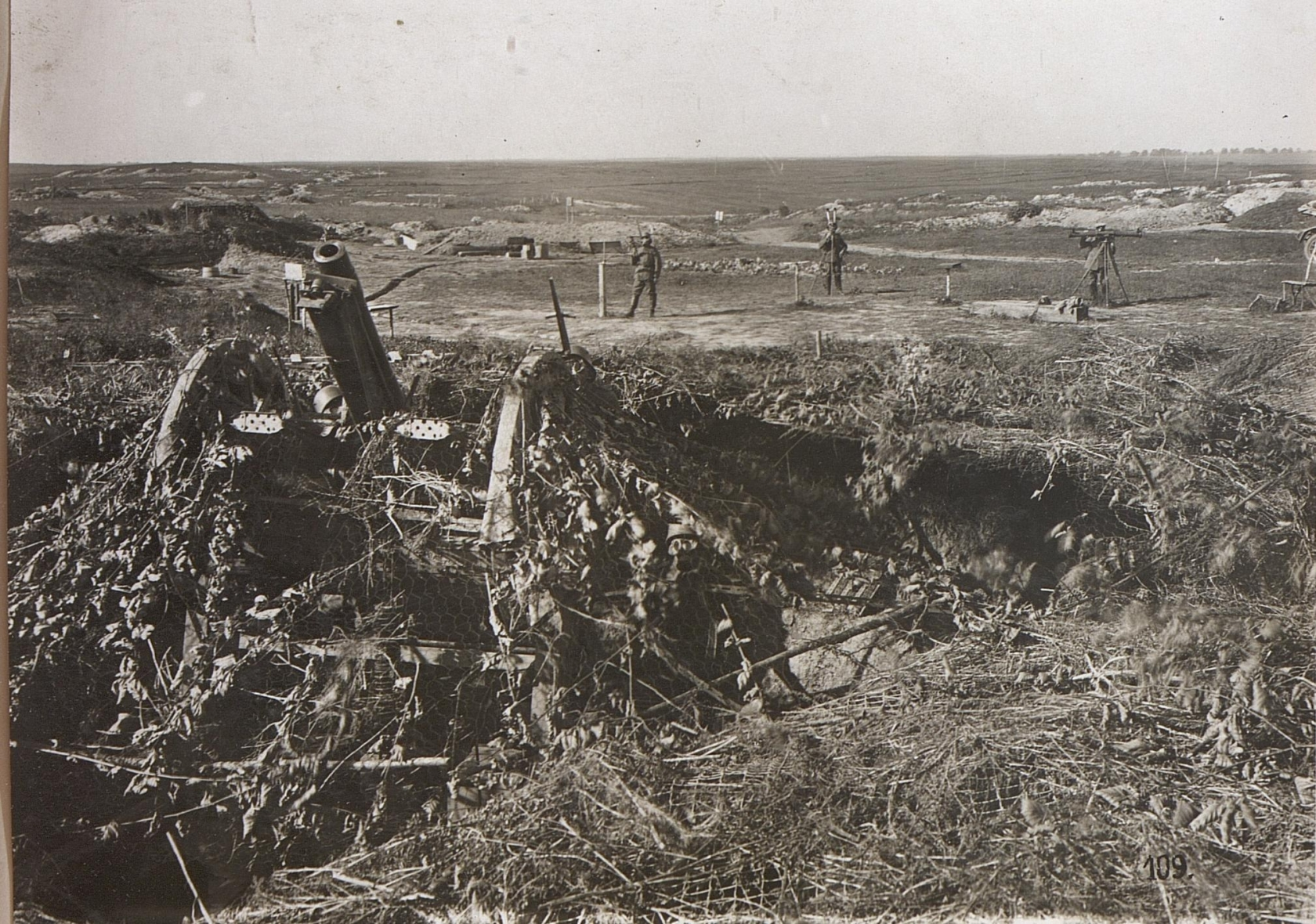
Немецкое полевое орудие, приспособленное для увеличения дальности стрельбы

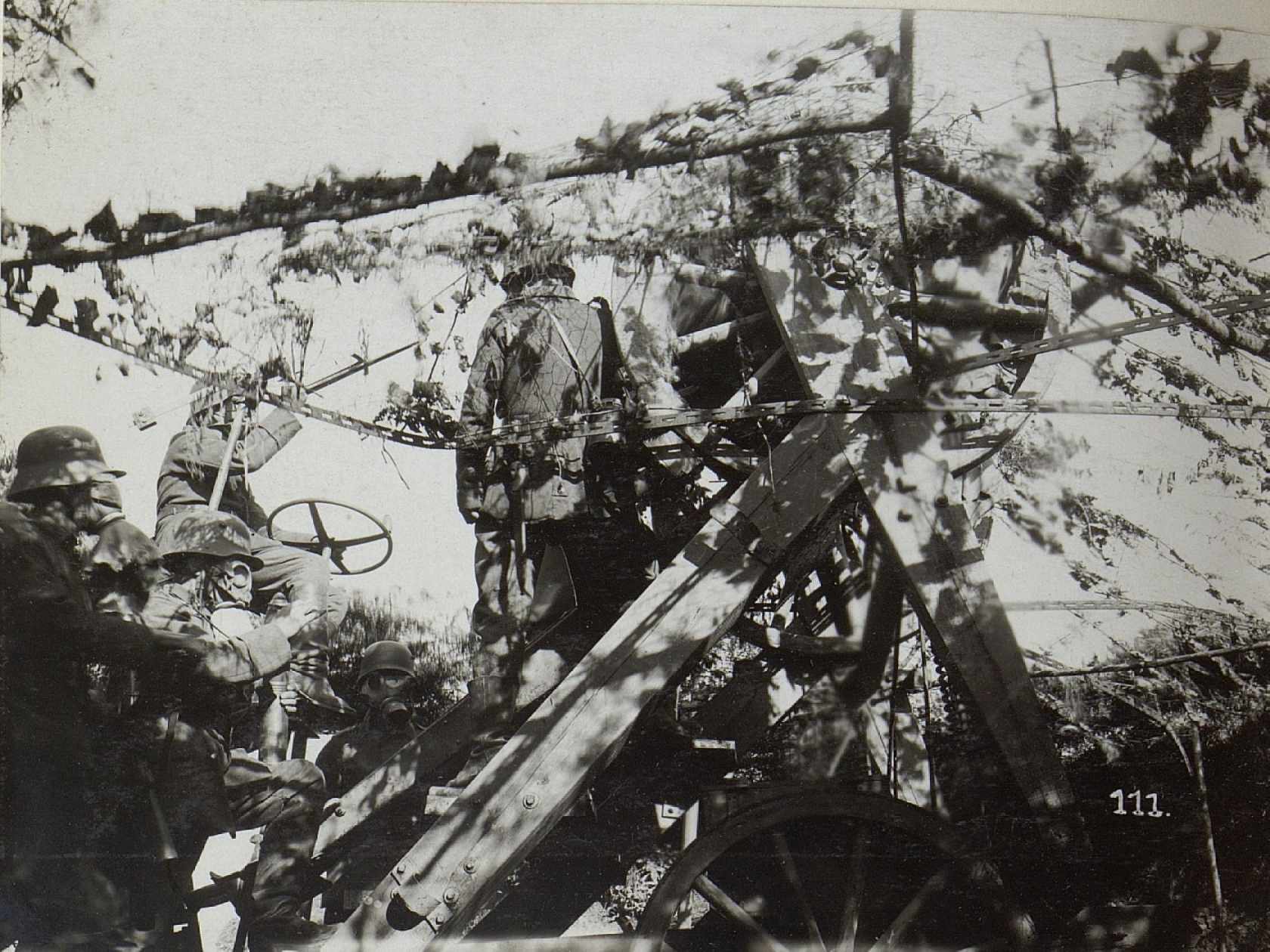
Немецкое полевое орудие, приспособленное как зенитное

## Перед сражением
После тяжёлых потерь во время Пятого Ковельского сражения сражения Николай II и Алексеев воспротивились дальнейшей бойне на Ковельском направлении, требуя перенесения тяжесть Юго-Западного фронта на Буковину и Лесистые Карпаты, но Брусилов и Гурко (командующий Особой армией) настояли на продолжении операции.
В Особую армию Гурко, после перевода управления 8-й армии на Карпаты, были включены все корпуса последней. Для удобства управления Гурко разделил свою армию на две группы корпусов, северную и южную, оставив ударные, центральные корпуса в своем непосредственном распоряжении. Он решил напрячь всю энергию войск, все время сближаться с врагом, непрерывно ведя инженерное наступление, нанося ему безостановочно крепкие короткие удары.
Начались ежедневные бои отдельных корпусов и дивизий без общей связи и без решительного результата. Так 25 сентября (7 октября) удачной атакой продвинулась вперед 102-й дивизия 25-го корпуса и заняла первую линию неприятельских окопов; туркестанская дивизия, прорвав две линии противника, всё же должна была из-за больших потерь отойти в исходное положение. Остальные части корпуса дошли только до проволоки. 1 (14) октября гвардейские стрелки взорвали минные галереи противника и заняли первую линию его окопов, которую смогли удержть, несмотря на контратаки. В то же день было удачное продвижение на участке 1-го гвардейског корпуса, когда был захвачен неприятельский окоп и включен в плацдарм. Все эти бои, поиски и схватки сопровождались непрерывным огневым состязанием не только орудий дальнего боя, но и ближнего, а также борьбой в воздухе и минной войной.
1 (14) октября Гурко приказал ударным корпусам (25-й армейский, 1-й Туркестанский, 1-й армейский, 2-й и 1-й гвардейские) начать артиллерийскую подготовку предстоящей общей атаки с тем, чтобы закончить эту подготовку в течение двух дней. Ближайшей целью предстоящей атаки ставилось овладение неприятельскими позициями первой полосы на фронте Зубильно—Корытница и развитие удара в направлении на Озютичи.

## Ход сражения
Артиллерийская подготовка шла успешно при корректировании с аэропланов. Противник вёл ответный энергичный артобстрел, и ко времени окончания артиллерийской подготовки его огонь ничуть не был ослаблен. Части 1-го армейского корпуса, несмотря на артобстрел со стороны германских войск, начали сближение и, преодолевая упорное сопротивление противника, к вечеру 2 (15) октября дошли во многих местах до его проволочных заграждений.
Утром 3 (16) числа пошли в атаку части 25-го корпуса. Встреченные сильным огнем, полки 2-й Туркестанской стрелковой дивизии уже к 7:30 отошли в свои окопы. В 8 часов атака была повторена, и две роты ворвались в сильно укрепленный узел у юго-восточной оконечности Зубильно, где и начали закрепляться в окопах противника. Части 102-й и 125-й дивизий также заняли первую линию окопов, но контратакой были выбиты. На левом фланге Туркестанского корпуса удалось местами проникнуть за первую полосу неприятельских заграждений и там закрепиться.
Во всех остальных корпусах также шли упорные бои, наиболее удачные в 53-й дивизии 39-го корпуса и 15-й дивизии 8-го корпуса, где удалось продвинуться вперед и закрепиться.
На 4 (17) Гурко приказал 25-му корпусу продолжать атаки, направив к нему 80-ю дивизию для смены наиболее пострадавшей 2-й Туркестанской дивизии. Результаты боёв 4 (17) октября свелись к ряду контратак немцев и к упорным безрезультатным боям на тех же местах; только Люблинский полк захватил редут юго-западнее Корытницского леса, а во 2-м гвардейском корпусе завладели одним окопом в «Квадратном лесу».
5 (18) октября немцы произвели ряд контратак, поддержанных газовыми атаками на многих участках и в особенности на выдвинувшемся участке 53-й дивизии и в «Квадратном лесу» против 2-го гвардейского корпуса. После многочасовых боёв, в течение которых занятые накануне укрепления переходили из рук в руки, русским войскам удалось большую их часть удержать в своих руках.

## Результаты
На четвертый день боёв Ставке и Брусилову стало ясно, что наступление потерпело неудачу, но Гурко не захотел отказаться от своей неудавшейся идеи и в своём докладе от 6 (19) октября Брусилову предложил брать врага тактическим измором. Хотя Верховный главнокомандующий (Николай II) признал справедливость общих соображений, а Брусилов «в виду вновь изменившейся обстановки, приказал продолжать выполнение прежней задачи и произвести намеченную на 10-11 (23-24) октября атаку», в виду требования об отправлении перед началом атаки 40-го корпуса на другой фронт, Гурко от операции отказался, что вполне одобрил и Брусилов.